# Краснов, Пётр Николаевич
Пётр Никола́евич Красно́в (10 [22] сентября 1869, Санкт-Петербург — 16 января 1947, Москва) — русский генерал от кавалерии, атаман Всевеликого войска Донского, военный и политический деятель, писатель и публицист. Был номинирован на Нобелевскую премию по литературе (1926).
Один из руководителей Белого движения на Юге России.
Во время Второй мировой войны занимал должность начальника Главного управления казачьих войск Имперского министерства восточных оккупированных территорий нацистской Германии.

## Биография

### Происхождение и образование
Родился 10 [22] сентября 1869 года в Санкт-Петербурге, из дворян Войска Донского.

Самый известный донской казачий род из верховых станиц, безусловно, род Красновых. Своими корнями петербургские Красновы из Букановской станицы на Хопре.
Дед П. Н. Краснова, Иван Иванович Краснов (1800—1871) воевал на Кавказе, служил, а затем командовал Казачьим лейб-гвардии полком. Это был первый из Красновых литератор: известны его стихотворные произведения «Тихий Дон» и «Князь Василько», историко-этнографические работы «О казачьей службе», «Низовые и верховые казаки», «Малороссияне на Дону», «Иногородние на Дону», «О строевой и казачьей службе», «Донцы на Кавказе», «Оборона Таганрога и берегов Азовского моря» и др. Отец генерал-лейтенант Николай Иванович Краснов служил в Главном управлении иррегулярных казачьих войск. Брат Петра Николаевича — учёный и путешественник Андрей Николаевич Краснов, другой брат — писатель Платон Николаевич Краснов (был женат на тётке Александра Блока писательнице Екатерине Андреевне Бекетовой-Красновой).
В 1880 году Пётр Краснов поступил в 1-ю Петербургскую гимназию. Из 5-го класса перевёлся в 5-й класс Александровского кадетского корпуса, который окончил вице-унтер-офицером и поступил в Первое военное Павловское училище. Окончил его 5 декабря 1888 года первым в выпуске с занесением его имени золотыми буквами на мраморной доске.

### Довоенная служба
В августе 1889 года выпущен хорунжим в комплект донских казачьих полков с прикомандированием к Атаманскому лейб-гвардии полку. В 1890 году зачислен в Атаманский лейб-гвардии полк чином корнета. В 1892 году поступил в Академию Генерального штаба, но через год был отчислен по собственному желанию и вернулся в свой полк. С 30 августа 1893 года сотник. По Высочайшему повелению в 1897 году был начальником конвоя дипломатической миссии в Аддис-Абебу (Абиссиния). В 1901 году командирован военным министром на Дальний Восток для изучения быта Маньчжурии, Китая, Японии и Индии.
С 1891 года писал беллетристику и статьи по военной теории.
В 1896 году женился на Лидии Фёдоровне Бакмансон (урождённой Грюнайзен).
Во время боксёрского восстания в Китае и русско-японской войны — военный корреспондент. Сотрудничал в журналах «Русский инвалид», «Разведчик», «Вестник русской конницы» и многих других.
Упомянут в дневнике Николая II за 3 января 1905 года …Приняли атаманца Краснова, кот. приехал из Маньчжурии; он рассказывал нам много интересного о войне. В «Рус. инвалиде» он пишет статьи о ней.
В 1909 году окончил Офицерскую кавалерийскую школу. С 13 мая 1909 года — войсковой старшина. 10 октября того же года назначен начальником казачьего отдела Офицерской кавалерийской школы. 19 марта 1910 года был произведён в полковники. С 23 июня 1911 года командовал 1-м Сибирским казачьим Ермака Тимофеева полком на границе с Китаем, в городе Джаркенте Семиреченской области.
В 1913 году биография Краснова была включена в Военную энциклопедию Сытина:

Петр Николаевич Краснов — полковник, военный писатель (..) В 1897—98 годах совершил путешествие в Абиссинию в качестве начальника конвоя российской Императорской миссии к негусу Менелику, описанное им в книге «Казаки в Африке» (2 изд., СПб., 1909). В 1902 году Краснов был командирован военным министерством официальным военным корреспондентом журнала «Русский инвалид» на Курские маневры, а в 1904 году — корреспондентом той же газеты на театр войны с Японией. Краснов сотрудничает в ряде общих и специально военных периодических изданий по беллетристике и публицистике. Много лет он состоит сотрудником журналов «Русский инвалид» и «Военный сборник». Из отдельно изданных им трудов назовем: «Донцы», рассказы из казачьей жизни (2 изд., СПб., 1909); «Ваграм», очерки и рассказы из военной жизни (2 изд., Спб., 1909) и «Год войны», очерки Русско-японской войны, 2 т. (Спб., 1905). Краснов состоит сотрудником «Военной энциклопедии».— Красновы // Военная энциклопедия : [в 18 т.] / под ред. В. Ф. Новицкого … [и др.]. — СПб. ; [М.] : Тип. т-ва И. Д. Сытина, 1911—1915.

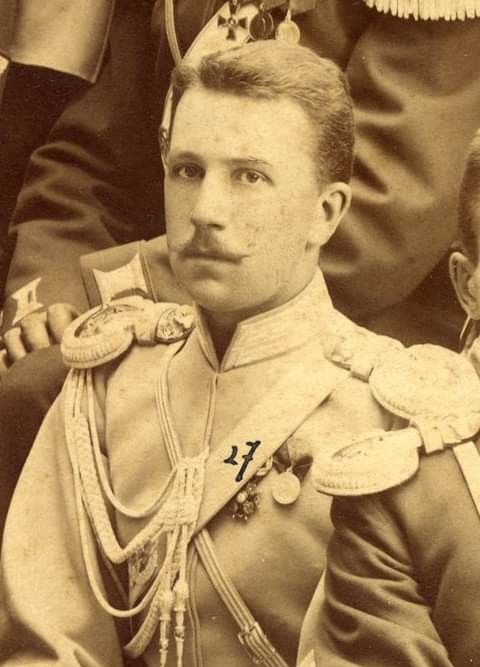
Полковой адъютант лейб-гвардии Атаманского полка сотник Краснов в Москве в дни коронации Николая II в 1896 году

С 15 октября 1913 года — командир 10-го Донского казачьего генерала Луковкина полка, стоявшего на границе с Австро-Венгрией, во главе которого вступил в Первую мировую войну.

### Первая мировая война
В июне 1915 года был награждён Георгиевским оружием.

За то, что в бою 1-го августа 1914 года у гор. Любича личным примером, под огнём противника, увлекая спешенные сотни своего полка, выбил неприятеля из железнодорожной станции, занял её, взорвал железнодорожный мост и уничтожил станционные постройки.

2 ноября 1914 года был произведён в генерал-майоры. Назначен командиром 1-й бригады (в составе 9-го и родного 10-го полков) 1-й Донской казачьей дивизии.
В марте 1915 года награждён мечами к ордену Святого Владимира III степени.
С мая 1915 года — командир 3-й бригады Кавказской туземной конной дивизии. 29 мая 1915 года награждён орденом Святого Георгия IV степени.

За выдающееся мужество и храбрость, проявленные им в бою 29-го мая 1915 г. у м. Залещики и с. Жожавы на р. Днестре, где, умело предводительствуя бригадой Кавказской туземной конной дивизии с приданными к ней ополченскими частями и Конной Заамурской пограничной бригадой, находясь под сильным огнём и при сильном натиске австр[о]-германской дивизии Генерала германской службы Кайзера, он, видя потерю нашими войсками части позиции, вызвавшую неизбежность отступления по всему фронту, для выручки своих от грозившей им опасности, лично предводительствуя 3 и 4 Заамурскими конными полками, произвёл блистательную атаку на нерасстроенную пехоту противника, увенчавшуюся полным успехом, причём было изрублено более 500 человек и взято в плен 100 человек.

Также в мае 1915 года награждён орденом Святого Станислава I степени с мечами.
С июля 1915 года — начальник 3-й Донской казачьей дивизии, с 16 сентября — командующий 2-й Сводной казачьей дивизии. В июле 1915 года награждён орденом Святой Анны I степени с мечами.
В конце мая 1916 года дивизия Краснова одна из первых начала Луцкий прорыв армий Юго-Западного фронта (Брусиловский прорыв). 26 мая 1916 года в бою у Вульки-Галузинской тяжело ранен пулей в ногу. В декабре 1916 года награждён орденом Святого Владимира II степени с мечами.

### События революции и гражданской войны
После Февральской революции Краснов в политике участия не принимал и продолжал службу в своей части. В июне 1917 года был назначен начальником 1-й Кубанской казачьей дивизии, в августе — командующим 3-м конным корпусом. Был арестован в ходе Корниловского выступления по прибытии в Псков комиссаром Северного фронта, но затем освобождён.
После Октябрьского вооружённого восстания в Петрограде по приказу А. Ф. Керенского двинул части корпуса численностью 700 человек на Петроград. Ранее, 27 октября (9 ноября), эти части заняли Гатчину, 28 октября (10 ноября) — Царское Село, выйдя на ближайшие подступы к столице. Но, так и не получив подкреплений, из-за малочисленности своих сил, Краснов заключил перемирие с большевиками. По словам Краснова, большевики нарушили условия перемирия, вошли в Царское Село, окружили и разоружили казаков. Сам Краснов был арестован, но затем 10 ноября 1917 отпущен Крыленко из Смольного на принадлежавшую генералу квартиру на Офицерской улице для пребывания там, пока большевики разбираются в вопросе о его роли в походе на Петроград. Генералу при этом был выдан канцелярией ВРК следующий пропуск:
10 ноября 1917 г. 
№ 3185 Предъявителю сего, генерал-майору Краснову предоставлено право свободного отъезда к его воинской части в город [не указан]
Председатель А. Д. Садовский
Секретарь М. Я. Лацис
По воспоминаниям Яганова, будучи предупреждён офицерами о своём скором новом аресте, генерал успел покинуть столицу всего за два часа до приезда на его квартиру Троцкого с отрядом чекистов — воспользовавшись этим пропуском, предоставлявшим ему право свободного отъезда; однако нарушив этим своё устное обещание Крыленко «не выезжать». Как пишет А. Яганов, раздосадованный «Троцкий рвал и метал, понимая, что его обставили». Большевики говорят о «честном слове генерала», данном им по отношению к отказу от будущего сопротивления советской власти, что было первоначально изложено в воспоминаниях Крыленко и Антонова-Овсеенко.
К маю 1918 года восставшие казаки выбили с территории Области Войска Донского отряды красногвардейцев. 16 мая 1918 года Круг спасения Дона избрал Краснова атаманом Донского казачества. Наладив торговые отношения с Германией и не подчиняясь А. И. Деникину, по-прежнему ориентировавшемуся на Антанту, он повёл борьбу с большевиками во главе Донской армии. Краснов отменил декреты, принятые советской властью и Временным правительством, и создал Всевеликое войско Донское как самостоятельное государство.
Большой Войсковой круг, созванный в августе 1918 года, произвёл атамана Краснова в генералы от кавалерии, но при этом несколько ограничил его полномочия.
Став атаманом, Краснов активно занялся развитием инфраструктуры и экономики Всевеликого войска Донского. Вооружённые силы — Донская армия — составляли на середину 1918 года 17 тысяч человек; свои полки выставляла каждая станица. На военную службу принимались и иногородние крестьяне, за что им жаловалось казачество и выделялась земля. Офицеров Русской императорской армии призывали возвращаться на службу в Донскую армию, что значительно укрепило её иерархическую структуру. В войсковых соединениях были созданы штабы, и новая Донская армия стала выдвигать своих известных командиров — генерала Мама́нтова, полковника Гусельщикова, генерала Денисова, генерала И. Г. Фицхелаурова. На Дону были введены военно-полевые суды, объявлена мобилизация 25-ти возрастов. Станичные пополнения сводились в номерные полки, конница и артиллерия выделялись в конные и артиллерийские бригады, дивизии и корпуса. Казаки 1899—1900 годов рождения были определены в особые военные формирования, получившие название Молодой армии. По замыслу Краснова, они должны были стать ядром кадровой армии Дона.
Сразу же после своего избрания атаманом Краснов направил телеграмму германскому императору Вильгельму II о том, что Всевеликое войско Донское как субъект международного права не считает себя в состоянии войны с Германией. Он также обратился к Германии за помощью с оружием и предложил установить торговые отношения. Во втором послании к Вильгельму Краснов попросил и о том, чтобы впоследствии, по мере освобождения от большевиков, Германия признала право на самостоятельность Кубанской, Терской и Астраханской областей, а также Северного Кавказа, и выступила посредником в переговорах с Советской Россией об установлении мирных отношений с Доном. За это Краснов обещал полный нейтралитет по отношению к Германии и недопущение на Донскую территорию враждебных Германии вооружённых сил. Второе письмо Краснова не было принято в Берлине.
Германские власти признали правительство Краснова и начали поставку вооружений в обмен на продовольствие. По соглашению с Германией, Дон получил 11 тыс. винтовок, 44 орудия, 88 пулемётов, 100 тысяч снарядов и около десяти миллионов патронов.
Между тем, прогерманская ориентация генерала Краснова вызвала разлад в отношениях с Добровольческой армией, где его обвиняли в связях с немцами и отказывались от совместных действий в борьбе с советской властью. Такие же взгляды разделяли и представители Антанты.
Всё это привело к тому, что после поражения Германии в Первой мировой войне Донская армия в ноябре 1918 года оказалась на краю гибели, и Краснов был вынужден принять решение об объединении с Добровольческой армией под командованием А. И. Деникина. 15 февраля 1919 года Краснов под нажимом Деникина вынужден был уйти в отставку и уехать в Германию.
В сентябре 1919 года прибыл в Северо-Западную армию Юденича, где возглавлял армейскую газету «Приневский край», редактировавшуюся Александром Куприным.
По мнению бывшего военного корреспондента Майкла Кеттла, по-видимому, именно Краснова имел в виду под «генералом Харьковым» в своей многократной оговорке премьер-министр Великобритании Д. Ллойд Джордж, заявивший 16 апреля 1919 года: «Мы должны оказать всемерную помощь адмиралу Колчаку, генералу Деникину и генералу Харькову». Когда первый раз Ллойд-Джордж упомянул этого мифического генерала, генерал Краснов был ещё у власти. Однако упоминания «Харькова» продолжились и после того, как Краснов был смещён со своего поста.

### В эмиграции
Эмигрировал в марте 1920 года в Германию. В период советско-польской войны Краснов предлагал сформировать образцовый конный полк, чтобы направить его на врангелевский фронт. При этом 2 июля 1920 года Краснов писал одному из офицеров:

Я ничего не могу сделать… хотя я страстно желаю попасть в армию генерала Врангеля — вследствие политической обстановки я туда сам поехать не могу… Я и работаю здесь, зарабатывая очень скромные средства для существования, на которые конечно никого не могу содержать…

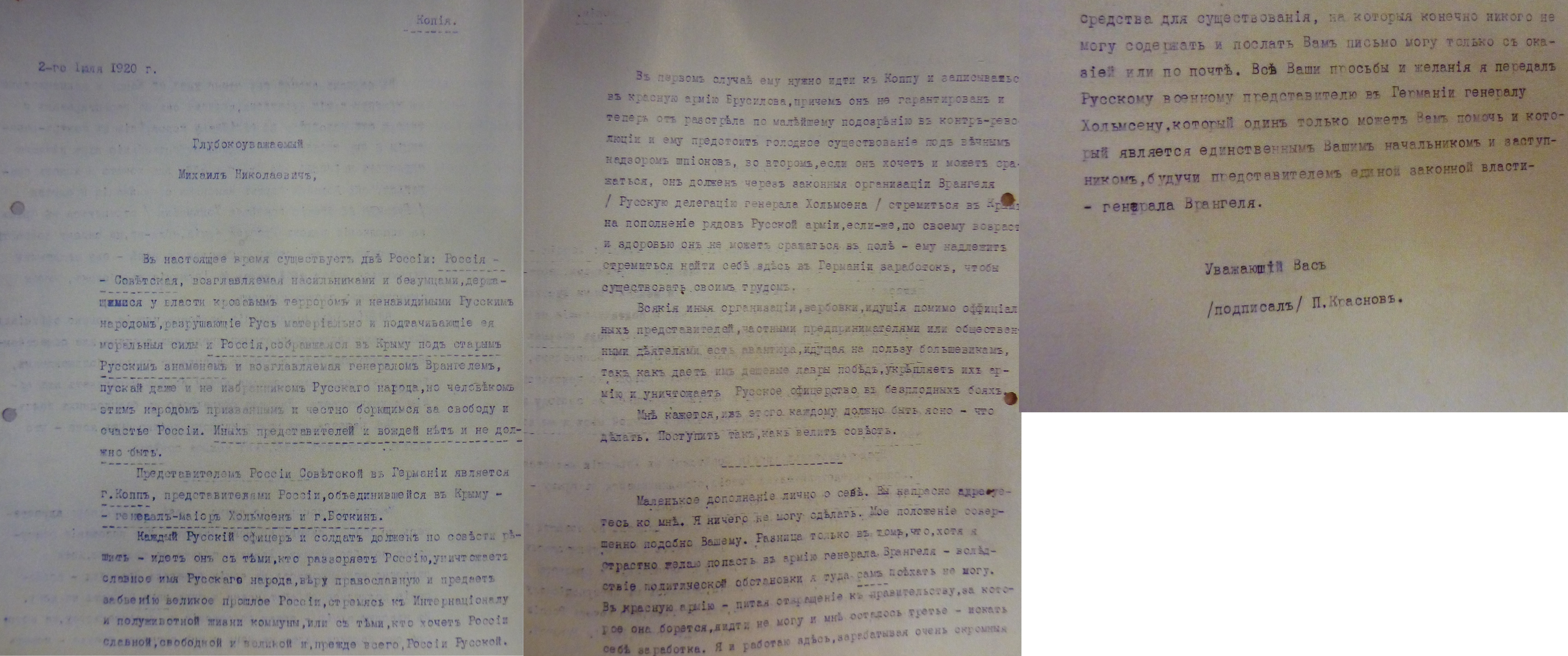
Письмо Петра Краснова от 2 июля 1920 года о поддержке врангелевской армии

Жил в Германии, под Мюнхеном, а с ноября 1923 года — во Франции. Активно занимался политической деятельностью, сотрудничал с Великим князем Николаем Николаевичем (Младшим), Русским общевоинским союзом и другими русскими белоэмигрантскими организациями.
В эмиграции Краснов продолжал борьбу против советской власти, был одним из основателей «Братства русской правды» — организации, занимавшейся подпольной работой в Советской России. В эмиграции П. Н. Краснов много писал. Его воспоминания и исторические романы — всего их было написано более двадцати — издавались на русском, английском, французском, немецком и других европейских языках. В 1926 году был номинирован В. А. Францевым на Нобелевскую премию по литературе.
С 1936 года проживал в Германии, имел германский паспорт. Гражданином Советской России никогда не был, легитимность советской власти не признавал. В одном из писем 1940 года Краснов писал: «…Казаки и казачьи войска как автономные самоуправляемые Атаманами и Кругом области могут быть лишь тогда, когда будет Россия. Значит, все наши помыслы, устремления и работа должны быть направлены к тому, чтобы на месте СССР — явилась Россия».

Супруги Красновы в Бад-Наухайме, 1930-е годы

В статье «Казачья „самостийность“» Краснов отмечал:

…Не о самостоятельности и какой-то фантастической жизни вне России мыслят в крепких головах своих казаки, а о том, чтобы снова «явился в России Державный Венценосец, могущий умиротворить и внедрить правду и порядок на Святой Руси»…

Краснов симпатизировал нацистскому режиму и возлагал на него надежды как на будущего победителя большевизма; особенно явно это выразилось в написанном незадолго до начала Второй мировой войны романе Краснова «Ложь» (1939), где восторженно изображён Гитлер, воспроизводятся расистские и антисемитские штампы нацистской пропаганды, а мировое еврейство обвиняется в замысле уничтожить многие миллионы жителей Европы в грядущей войне. Краснов опасался, что этот роман не будет разрешён к продаже во Франции.

### Во время Второй мировой войны
В первый день начала Германией военных действий против СССР Краснов обратился с воззванием:

Я прошу передать всем казакам, что эта война не против России, но против коммунистов, жидов и их приспешников, торгующих Русской кровью. Да поможет Господь немецкому оружию и Гитлеру! Пусть совершат они то, что сделали для Пруссии русские и император Александр I в 1813 году.
По общему мнению, Краснов был в крайнем восторге, когда услышал об операции «Барбаросса» и считал её началом конца СССР и «освобождением России от иудео-большевизма». Краснов связался с Йозефом Геббельсом, министром пропаганды Германии, и попросил разрешения выступить в русскоязычных передачах на «Радио Берлина», что и было ему предоставлено. С конца июня 1941 года Краснов регулярно выступал на русскоязычной радиостанции Берлинского радио и произносил весьма антисемитские речи, в которых советское правительство изображалось как правление «жидо-большевиков», а немецкие войска наступали на советскую территорию как освободители.
Краснов вступил в контакт с чиновниками Восточного министерства, возглавляемого Альфредом Розенбергом, интеллектуалом-эмигрантом из балтийских немцев, который считался в НСДАП экспертом по Советскому Союзу. В январе 1943 года Розенберг назначил Краснова главой казачьего центрального управления Восточного министерства (сделав его ответственным лицом по работе с казаками), сменив на этом посту балтийского немца Николауса Химпеля.
Весной 1943 года в Берлине вышел первый номер журнала «На казачьем посту», в котором Краснов писал:

Идите в германские войска, идите с ними и помните, что в Новой Европе Адольфа Гитлера будет место только тем, кто в грозный и решительный час последней битвы нелицемерно был с ним и германским народом.

С 1943 года Краснов находился в разногласиях с генералом Власовым. Суть разногласий заключалась в том, что Краснов выступал за полное уничтожение всего, что создано в России в годы советской власти, за протекторат Германии над казачьими территориями, за возвращение Русской освободительной армии в состав немецкой армии. Власов же выступал за равноправные союзнические отношения с Германией и за сохранение многих порядков, установившихся за годы существования СССР. Казачество Власов расценивал как важный фактор стабильности на юге России, но не как отдельную национальность с претензией на собственное государство.
Краснов участвовал в создании «Казачьего стана» в 1943 году, был сотрудником коллаборационистской газеты «За родину».
31 марта 1944 года Краснов возглавил созданное в Имперском министерстве восточных оккупированных территорий нацистской Германии Главное управление казачьих войск (ГУКВ) (нем. Hauptverwaltung der Kosakenheere). В подчинение П. Н. Краснова перешёл Казачий стан, а командир Казачьего стана С. В. Павлов стал его заместителем .
ГУКВ занималось преимущественно казаками, набранными с территории СССР (так называемые «подсоветские казаки»). Основной функцией ГУКВ являлся перевод казаков, находящихся на службе в частях вермахта, СС, в немецком плену, работающих в Германии на положении «остарбайтеров», в казачьи подразделения вермахта. Дополнительными функциями ГУКВ были подготовка офицерских кадров, воспитание молодежи, офицерского и рядового состава в духе лояльности к немецким оккупационным властям.
После создания ГУКВ всё руководство казаками на территории Германии стало сосредоточено в руках популярного в казачьих кругах Краснова, а не в руках десятков атаманов с разными политическими взглядами.
20 июля 1944 года, после неудачного покушения на Гитлера, Краснов отправил ему телеграмму:

Вождь! Казачьи войска, перешедшие на сторону Германии и вместе с нею сражающиеся против мирового еврейства и большевизма, с глубоким негодованием и возмущением узнали о гнусном и подлом покушении на Вашу жизнь. В чудесном спасении Вашем они видят великую милость всемогущего Бога к Германии и казакам, Вам присягнувшим, и залог полной победы Вашей над злобным, жестоким и не стесняющимся в средствах борьбы врагом. Казаки усугубят рвение своего служения для спасения Германии и Европы от большевистской заразы. Живите многие годы, наш Вождь Адольф Гитлер!
—  // Казачья лава. — 1944. — 27 июля (№ 16). — С. 1.
В сентябре 1944 года на базе 1-й казачьей кавалерийской дивизии было решено формировать Казачий освободительный корпус. Генералу А. Г. Шкуро было поручено организовать сбор казаков, а генерал П. Н. Краснов 17 сентября 1944 года выпустил приказ «О формировании Казачьего корпуса и задачах Казачьего Стана».
Осенью 1944 года генералом А. А. Власовым был создан Комитет освобождения народов России (КОНР). Краснов выступил против его деятельности, отказался присягать председателю КОНР Власову, мотивируя это тем, что казаки уже присягнули Гитлеру. Таким образом, Краснов остался единственным из крупных и влиятельных казачьих атаманов, не поддержавшим власовское движение и отказавшимся сотрудничать с КОНР. После создания в феврале 1945 года в составе КОНР своего собственного управления казачьих войск (независимого от Главного управления казачьих войск Краснова), Краснов обвинил Власова в расколе казаков в смутное время.
16 марта 1945 года в газете «Казачья Земля» было напечатано открытое письмо Краснова А. А. Власову, в котором Краснов указал:

Казаки, как только немецкие войска подошли к их Землям, всем народом перешли на сторону Германии и, вооружаясь чем попало, создали казачьи полки и сотни, сражались плечо к плечу с немцами, как при наступлении Германской армии, так и при отходе её из пределов СССР. Германское правительство оценило это добровольное сотрудничество с войсками: оно признало казаков своими союзниками.

### Арест, казнь
В мае 1945 года находился в Казачьем стане и был взят в плен англичанами. В городе Лиенце (Австрия) 28 мая 1945 года вместе с 2400 казачьими офицерами был передан британским командованием советской военной администрации. Этапирован в Москву, где содержался в Бутырской тюрьме.
Военная коллегия Верховного суда СССР объявила решение о казни Краснова П. Н., Краснова С. Н., Шкуро А. Г., Султана Клыч-Гирея, Гельмута фон Паннвица с обоснованием: «…вели посредством сформированных ими белогвардейских отрядов вооружённую борьбу против Советского Союза и проводили активную шпионско-диверсионную и террористическую деятельность против СССР».
В ряде изданий приводится текст последнего слова Петра Краснова, стенограмма которого имеется в 12-м томе следственного дела № Р-18768 архива ФСБ:

Два месяца назад, 7 ноября 1946 года, я был выведен на прогулку. Это было вечером. Я впервые увидел небо Москвы, небо моей родины, я увидел освещённые улицы, массу автомобилей, свет прожекторов, с улиц доносился шум…

Это мой русский народ праздновал свой праздник. В эти часы я пережил очень много, и прежде всего я вспомнил про всё то, что я сделал против русского народа. Я понял совершенно отчётливо одно — что русский народ, ведомый железной, стальной волей его вождя, имеет такие достижения, о которых едва ли кто мог мечтать… Тут только я понял, что мне нет и не будет места в этом общем празднике… Я осуждён русским народом… Но я бесконечно люблю Россию…

Мне нет возврата. Я осуждён за измену России, за то, что я вместе с её врагами бесконечно много разрушал созидательную работу моего народа… За мои дела никакое наказание не страшно, оно заслуженно… Я уже старик, мне недолго осталось жить, и я хорошо понимаю, что не могу жить среди русского народа: прожить скрытно нельзя, а показываться народу я не имею никакого права… Я высказал всё, что сделал за тридцать лет борьбы против Советов… Я вложил в эту борьбу и мои знания, и мою энергию, все мои лучшие годы и отлично понимаю, что мне нет места среди людей, и я не нахожу себе оправдания.

Однако исследующие этот вопрос авторы приводят в своих трудах текст данной стенограммы последнего слова Петра Краснова, чтобы оценить его именно с критической точки зрения, подозревая следственные органы в явной фальсификации этого документа, в подлинности которого сомневаются многие российские исследователи.
Пётр Николаевич Краснов и другие осуждённые были приговорены к смертной казни через повешение в день последнего судебного заседания 16 января 1947 года в 19:39 по московскому времени, уже через час в тот же день в 20:45 во внутреннем дворе Лефортовской тюрьмы приговор был приведён в исполнение.

## Награды
- Орден Святого Станислава 3-й степени (?)
- Орден Святого Станислава 2-й степени (1899)
- Орден Святой Анны 2-й степени (1903)
- Орден Святого Владимира 4-й степени с мечами и бантом (1905)
- мечи и бант к ордену Святого Станислава 3-й степени (1906)
- Орден Святого Владимира 3-й степени (1913)
- Орден Святого Станислава 1-й степени с мечами (ВП 1.05.1915)
- мечи к ордену Святого Владимира 3-й степени (ВП 5.03.1915)
- Георгиевское оружие (ВП 25.07.1915)
- Орден Святой Анны 1-й степени с мечами (ВП 2.08.1915)
- Орден Святого Георгия 4-й степени (ВП 30.12.1915)
- Орден Святого Владимира 2-й степени с мечами (ВП 10.12.1916)
- Железный крест

## Память

Памятная плита генералам Российской императорской армии в ограде храма Всех Святых во Всехсвятском

Демонтаж памятника Краснову

В 1994 году фон Паннвицу, А. Г. Шкуро, П. Н. Краснову, Султану Клыч-Гирею, Т. Н. Доманову и др. в Москве на территории храма Всех Святых был установлен памятник «Воинам русского общевоинского союза, русского корпуса, казачьего стана, казакам 15 казачьего кавалерийского корпуса СС, павшим за веру и отечество». 8 мая 2007 года мраморная плита была разбита. По данному факту было возбуждено уголовное дело по статье «вандализм». Настоятель храма протоиерей Василий Бабурин отметил, что данная плита не имеет никакого отношения к храму Всех Святых: «Мы сами были бы рады перенести эту плиту, поскольку не хотим участвовать ни в каких политических баталиях. Плита была установлена в конце прошлого столетия, но сейчас храм не имеет к ней никакого отношения».
В 2014 году к 100-летию начала Первой мировой войны на месте разбитой плиты была установлена новая плита «Казакам, павшим за Веру, Царя и Отечество». Сохранилась установленная рядом памятная плита генералам Российской императорской армии, среди которых был и П. Н. Краснов, но, вместо имени Краснова (как и А. Г. Шкуро), на плите указаны имена генералов Русской императорской армии, героев Первой мировой войны Н. М. Ремезова и П. А. Плеве.
4 августа 2006 года в станице Еланской Шолоховского района Ростовской области, на территории одного частного дома, состоялось торжественное открытие мемориального комплекса, посвящённого памяти донских казаков, погибших в борьбе против советской власти, в том числе воевавших на стороне Гитлера. В центре мемориала стоит большая бронзовая фигура последнего атамана Донского войска Петра Краснова.
30 июля 2008 года прокуратурой Шолоховского района по запросу депутата Государственной думы Н. В. Коломейцева было возбуждено административное дело по факту установки этого памятника. По мнению прокуратуры, основанием к сносу памятника является то, что данные скульптурные объекты являются объектами недвижимости и их установка требует разрешения, а также то, что данный мемориал восхваляет проявление фашизма. В 2017 году в канун 74-й годовщины освобождения города Ростов-на-Дону от немецкой оккупации активисты организации «Суть времени» обратились с петицией, адресованной в исполнительные и законодательные органы власти РФ, требуя демонтировать памятник Краснову как пособнику Третьего Рейха и пресечь ознакомление школьников с мемориалом, посвящённым казакам-коллаборационистам.
В выпуске «Вестей недели» от 26 апреля 2020 года телеведущий Дмитрий Киселёв призвал установить памятник в честь Петра Краснова. Рассуждая о роли Владимира Ленина в истории России, он заявил: «Надо ставить памятники Колчаку, Врангелю, Деникину, Краснову. <…> У каждого свой вклад, своя идея и своя трагедия».

### Попытки реабилитации
Националистические и монархические организации, как в России, так и за рубежом, неоднократно обращались в государственные органы России с просьбами о реабилитации отдельных русских коллаборационистов.
В соответствии с заключениями Главной военной прокуратуры об отказе в их реабилитации, определениями Военной коллегии Верховного суда Российской Федерации от 25 декабря 1997 года, граждане Германии Краснов П. Н., Шкуро А. Г., Султан Клыч-Гирей, Краснов С. Н. и гражданин СССР Доманов Т. Н. признаны обоснованно осуждёнными и не подлежащими реабилитации, о чём уведомлены все инициаторы обращений по вопросу реабилитации указанных лиц.
Тем не менее 17 января 2008 года атаман донских казаков, депутат Государственной думы от «Единой России» Виктор Водолацкий подписал указ о создании рабочей группы по реабилитации Петра Краснова в связи с поступившим запросом от организации «Казачье зарубежье». 28 января 2008 года совет атаманов организации «Всевеликое войско Донское» принял решение, в котором отмечалось: «…исторические факты свидетельствуют о том, что активный борец с большевиками в годы Гражданской войны, писатель и публицист П. Н. Краснов в годы Великой Отечественной войны сотрудничал с фашистской Германией. <…> Придавая исключительную важность вышеизложенному, Совет атаманов решил: отказать в ходатайстве некоммерческому фонду „Казачье зарубежье“ в решении вопроса о политической реабилитации П. Н. Краснова». Сам Виктор Водолацкий подчеркнул: «факт его сотрудничества с Гитлером в годы войны делает совершенно неприемлемой для нас идею его реабилитации». Инициативу по реабилитации осудили ветераны Великой Отечественной войны и представители Русской православной церкви.

### Киновоплощения
- Константин Адашевский — В дни Октября (1958)
- Лев Иванов — 20 декабря (1981)
- Сергей Бондарчук — Тихий Дон (1992, выпущен в 2006)

## Литературная деятельность
Помимо очерков и статей в жанре фронтовой журналистики, Пётр Краснов является также автором большого числа литературных произведений. Во многих из них явственно чувствуется его опыт работы востоковедом, а сюжетная тематика связана с Востоком. Значительный интерес вызвали его воспоминания и автобиографические материалы.
- Воспоминания
  - «На внутреннем фронте»,
  - «Всевеликое войско Донское» (Архив Русской Революции. Т. V. С. 191—321);
  - «Русско-японская война» (описание сражения при Тюренчене);
- статьи, опубликованные главным образом в журналах «Часовой» и «Русский инвалид»;
- романы.

Роман-эпопея «От двуглавого орла к красному знамени» повествует об истории русского общества и прежде всего Русской императорской армии, на протяжении более четверти века — с 1894 по 1922 год. В эти годы Россию потрясли три войны и три революции. Эти драматические события нашли отражение в судьбе главного героя романа — Александра Саблина, с которым читатель проходит путь от корнета до генерала, от событий беспечной юности до гибели в застенках ЧК.
Роман имел успех, выдержал три издания (2-е издание 1922 года было существенно исправлено автором) и был переведён на 12 языков.
В 1921—1943 годах Краснов опубликовал 41 книгу: однотомные и многотомные романы, четыре сборника рассказов и два тома воспоминаний. В своих книгах он раскрывает себя как монархист и убеждённый антисемит, считающий что большевизм и революция — это заговор «международного еврейства».

Структура произведений Краснова проста, они развлекательно и размашисто написаны, обращены к массовому читателю.
— Вольфганг Казак
Был номинирован В. А. Францевым на Нобелевскую премию по литературе (1926).

#### Сочинения
- На озере: Повесть и рассказы. — Санкт-Петербург: изд. тип. Муллер и Богельман, 1895. — [6], 226 с.
- Донцы: Рассказы из казачьей жизни. — Санкт-Петербург: изд. тип. И. Гольдберга, 1896. — [4], 219, [2] с.
- Казаки в начале XIX века: исторический очерк. — Санкт-Петербург: издал В. Березовский, 1896. — 72 с.
- Ваграм. Очерки и рассказы из военной жизни. СПб., 1898.
- Казаки в Африке: Дневник начальника конвоя Росийской императорской миссии в Абиссинию в 1897/98 г. / П. Н. Краснов. — Изд. 1-е. — С.-Петербург: тип. Глав. упр. уделов, 1899. — [10], 292, [1] с., 1 л. табл.
- Атаманская памятка. 1775—1900: краткий очерк истории Л.-Гв. Атаманского Его Императорского Высочества Государя Наследника Цесаревича полка. — Санкт-Петербург: Тип. Исидора Гольдберга, 1900. — XVI, 270, с., [2] л. карт.
- Казаки в Абиссинии: Дневник начальника конвоя Российской империи миссии в Абиссинии в 1897—98 г. / П. Н. Краснов. — С.-Петербург: изд. тип. И. Гольдберга, 1900. — VI, 472 с., 2 л. табл., карт.
- Борьба с Китаем: популярный очерк столкновения России с Китаем в 1901 г. — Санкт-Петербург: газ. «Русское чтение», 1901. — [4], 121 с.: ил., портр., карт.
- По Азии. Путевые очерки Маньчжурии, Дальнего Востока, Китая, Японии и Индии. — СПб., 1903. — 616 с.
- Казаки в Африке. — 1-е изд. — Санкт-Петербург: Тип. Гл. упр. уделов, 1899. — 295 с.
- Казаки в Африке, 2-е изд. — 1909 (о своём путешествии в Абиссинию в качестве начальника конвоя Российской императорской миссии)
- Картины былого Тихого Дона. Краткий очерк истории Войска Донского для чтения в семье, школе и войсковых частях. — СПб.: Т-во Р. Голике и А. Вильборг, 1909. — 525 с.
- Российское победоносное воинство: Крат. история рус. войска от времен богатырей до Полт. победы (1709 г.): Для чтения в семье, шк. и войсковых частях
- Русско-японская война: Восточный отряд на реке Ялу: Бой под Тюренченом / [П. Краснов] Изд. Всероссийского национального клуба. — С.-Петербург: Тип. А. С. Суворина , 1911. — 55 с.
- Донцы и Платов в 1812 году. — Санкт-Петербург: Сел. вестн.; Москва: т-во И. Д. Сытина, 1912. — 40 с.
- В житейском море: Роман в 2 ч. — Петроград: В. Березовский, 1915. — [2], 393 с.
- Погром: Роман из Русско-японской войны. — Петроград: В. Березовский, 1915. — 472 с.
- Фарфоровый кролик; Волшебная песня: Повесть: Повесть. — Петроград: В. Березовский, 1915. — 310 с. (две повести о молодых офицерах).
- От двуглавого орла к красному знамени. В 4-х кн.— Berlin, 1921—1922
- На внутреннем фронте. // Архив русской революции. Т. I. Берлин. 1921. С. 97-190.
- Всевеликое Войско Донское. // Архив русской революции. Т. V. Берлин. 1922. С. 191—321.
- Амазонка пустыни: У подножия Божьего трона: Роман. — 2-е изд., пересмотр. и испр. авт. — Берлин: Сияльский и Крейшман, 1922. — 195 с.
- За чертополохом: Фантастический роман. — Берлин: Дьякова и Ко, 1922. — 389 с.
- Степь: Рассказы. — Берлин: Б. и., 1922. — 70 с.
- На внутреннем фронте // Архив русской революции. — Berlin. — 1922. — № 1 (воспоминания о Гражданской войне)
- Опавшие листья: Роман. — [Берлин]: Медный всадник, 1923. — 496 с.
- Венок на могилу неизвестного солдата Императорской российской армии. — Варшава, 1924. — 51 с.
- Понять — простить. — Berlin, 1924 (продолжение романа «Опавшие листья»)
- Единая — неделимая. — Berlin, 1925 (исторический роман)
- На внутреннем фронте / С предисл. и поясн. примеч. С. Пионтковского. — Л.: Прибой, 1925. — 128 с.
- Всё проходит. В 2 кн. — Berlin, 1926
- Картины императорской России: 1896—1917. — Paris: [б. и.], 1927. — 16 с.
- Душа армии. Очерки по военной психологии. Берлин. 1927.
- Белая Свитка. — Berlin, 1928
- Мантык: Охотник на львов: Повесть. — Paris: Сияльская, 1928. — 320 с.
- С Ермаком на Сибирь!: Повесть. — Париж: Сияльский, [1929]. — 187 с.
- Трилогия о русской интеллигенции (время действия 1911—1931):
  - Largo. — Paris, 1928
  - Выпашь: Роман. — Paris: Сияльская, 1931. — 571 с.
  - Подвиг. В 2 кн. — Paris, 1932
- Ненависть: Роман. — Париж: Кн-во Сияльской, [1934]. — 398 с. (роман о жизни русского общества в 1910—1930-е годы)
- Цесаревна, 1709—1762: Роман. — Париж: Сияльская, Cop. 1933. — 379 с. (исторический роман)
- Екатерина Великая, 1729—1796. — Париж: Книгоиздательство В. Сияльского, 1935. — 455 с., [16] л. портр
- С Ермаком на Сибирь!: Повесть. — Париж: Сияльский, [1929]. — 187 с.
- Домой. — 1936
- Накануне войны: из жизни пограничного гарнизона. — Париж: Издание Главного правления Зарубежного союза русских военных инвалидов, 1937. — 60, [4] с.
- Цареубийцы (1-го марта 1881-го года). Роман. — Париж: Издание В. Сияльского, 1938. — 396 с.
- Цареубийцы (1-го марта 1881 года): роман. — Москва: Панорама, 1994.
- Париж: Издание В. Сияльского, 1938. — 394 с.
- Ложь. — Paris, 1939
- На рубеже Китая. — Париж: Изд. Гл. правл. зарубежного союза рус. воен. инвалидов, 1939. — 122 с.
- «Павлоны»: 1-е военное Павловское училище пол века тому назад: воспоминания / П. Н. Краснов. — Париж, 1943. — 95 с.
- Исторические очерки Дона. Часть первая: Всевеликое Войско Донское. Книга первая: С давнего прошлого по сентябрь 1613 года. Издание журнала «На Казачьем Посту». 1943 г.
- За чертополохом — 1922, 2-е изд.: 1928
- Казачья «самостийность»
- Терунешь: Повесть. — Мюнхен: Златоуст, 1947. — 42 с.

#### Современные издания
- Венок на могилу неизвестного солдата Императорской российской армии / П. Н. Краснов. — Джорданвилль: Св.-Троицкий монастырь, 1986. — 55 с., [6] л. ил.
- Екатерина Великая: [Роман]. — М.: Раритет, 1994. — 378,[2] с. — ISBN 5-85735-079-4
- Пётр Краснов. Сочинения: В 2 кн. — М.: Интелвак, 2000.
- За веру, царя и Отечество. — М.: Лествица, 2005.
- Атаман. — М.: Вагриус, 2006. — ISBN 5-9697-0156-4.
- Воспоминания о Русской императорской армии. — М.: Айрис-Пресс, 2006. — ISBN 5-8112-2169-X.
- История донского казачества. Очерки истории Войска Донского. — М.: Эксмо, 2006.
- История войска Донского. — М.: Вече, 2007.Копия 1-изд."КАРТИНЫ БЫЛОГО ТИХАГО ДОНА",С.ПЕТЕРБУРГ,т-во Р Голике и А.Вильборг. Звенигородская,11.1909 г.,на современном языке.
- Ненависть: роман. — Москва: Вече, 2007. — 379, [2] с. — (Белогвардейский роман). — ISBN 978-5-9533-2163-1
- Собрание сочинений в десяти томах. — Москва: Книжный клуб Книговек, 2012—. (Библиотека отечественной классики) (Библиотека «Огонек»). — ISBN 978-5-4224-0550-3
- Ложь. — М.: Алгоритм, 2013. — ISBN 978-5-4438-0368-5.
- Переписка генерала П. Н. Краснова 1939—1945 гг. — М.: «Сеятель», 2018.